# Lục Hỉ
Lục Hỉ (giản thể: 陆喜; phồn thể: 陸喜; bính âm: Lu Xi; ? – 284), tên tự là Cung Trọng (恭仲), là quan viên Đông Ngô thời Tam Quốc và Tây Tấn trong lịch sử Trung Quốc.

## Cuộc đời
Lục Hỉ quê ở huyện Ngô, quận Ngô, Dương Châu, là con trai thứ hai của Thượng thư Lục Mạo, cháu gọi Đại Đô đốc Lục Tốn bằng bác.
Lục Hỉ có tính cách giống cha mình, ngay từ khi còn trẻ đã nổi danh hiếu học, được đánh giá là có cả tài khí lẫn tư trí. Lục Hỉ thích đắm mình trong sách vở, lại giỏi giao tiếp. Năm 239, Lục Mạo mất, Lục Hỉ bắt đầu làm quan.
Năm 264, Tôn Hạo đăng cơ, lấy Lục Hỉ làm Tuyển tào Thượng thư, cuối cùng quan tới Lại bộ Thượng thư.
Năm 280, Tây Tấn diệt Ngô, Lục Hỉ bỏ quan trở về nhà. Trong niên hiệu Thái Khang (280–289), Tấn Vũ Đế hạ chiếu vời một số quan viên cũ của Đông Ngô ra làm quan cho nhà Tấn: Bọn Thượng thư ngụy Lục Hỉ gồm mười năm người, dù làm quan ở phương nam, nhưng giữ gìn trinh khiết không dấn vào triều đình Tôn Hạo. [Người] trung thành mà bị tội, hoặc lui thân tu chí, ở nơi thảo dã. Kẻ làm chủ nên theo địa vị mà đặt ở bậc thềm, [nay] sắc địa phương lấy lễ mà vời, để căn cứ tài năng mà sử dụng. Lục Hỉ nhận chức Tán kỵ Thượng thị.
Năm 284, Lục Hỉ chết.

## Tác phẩm
Lục Hỉ học theo Lưu Hướng, Hoàn Đàm, thường dựa theo sách cổ để sáng tác:
Lưu Hướng xem Tân ngữ mà làm Tân tự, Hoàn Đàm vịnh Tân tự mà làm Tân luận. Ta không biết tự lượng [sức mình], cám động trước Pháp ngôn của Tử Vân mà làm Ngôn thuyết (言道), nhận thấy mỹ tài của Giả Tử mà làm Phóng luận (訪論), thưởng thức Hồng phạm của Tử Chính mà làm Cổ kim lịch (古今曆), soi xét Vạn cơ của Tưởng Tử Thông mà làm Thẩm cơ (審機), đọc U thông, Tư huyền, Tứ sầu mà làm Ngu tân (娛賓), Cửu tư (九思). Thật là xấu hổ vậy.
Tổng số tác phẩm của Lục Hỉ lên tới hơn trăm thiên (chương), nhưng được truyền bá rộng rãi nhất đương thời lại là cuốn Tây châu thanh luận (西州清論) viết vào thời Tấn. Tác phẩm này nổi tiếng bởi vì mạo danh tác giả là Gia Cát Lượng. Ngoài ra, còn có Giác luận cách phẩm (較論格品篇) với nội dung kịch liệt phê phán triều đình Đông Ngô dưới sự cai trị của Tôn Hạo cũng được Tấn thư trích lại.

## Gia đình
Lục Hỉ có con trai Lục Dục (陸育), làm quan cho nhà Tấn đến Thượng thư lang, Thái thú Dặc Dương. Hai người cháu gọi Lục Hỉ bằng chú là Lục Diệp, Lục Ngoạn đều làm quan lớn.

## Nhận xét
Lục Khải từng đánh giá: Diêu Tín, Lâu Huyền, Hạ Thiệu, Trương Đễ, Quách Trác, Tiết Doanh, Đằng Tu cùng tộc đệ Hỉ, Kháng, kẻ thanh bạch trung cần, hoặc tư tài trác mậu, đều là nòng cốt của xã tắc, rường cột của quốc gia.